# Gonzalo Arias Bonet
Gonzalo Arias Bonet va ser un dels pioners en la no-violència a Espanya i un escriptor de llibres des de la seva visió no-violenta i cristiana.
Va néixer en una família de classe mitjana. Acabà la carrera de dret, però en estar més atret per la carrera diplomàtica, es va traslladar a París on va fer de traductor pel Ministeri d'Informació i per la UNESCO.
A París va descobrir el llibre L'action Nonviolente de Joseph Pyronnet que li va fer canviar la seva visió cristiana i el descobriment de la no-violència que el marcaren per a sempre. Es va posar a traduir el llibre de Pyronnet per tal de fer-ne una difusió a Espanya, però no l'acabà, ja que els exemples que posava el llibre eren en països formalment democràtics (Gandhi a l'Índia, M.L. King a EUA), però que no veia aplicables dins el règim dictatorial de Franco. Fou així com es va posar a escriure el seu primer llibre Los encartelados, novela programa, que publicà el març de 1968 a França i que repartí clandestinament. En la novel·la es presenta a Eusebio una persona que testimonialment es penja uns cartells al pit i a l'esquena en què es demana unes eleccions lliures en un país i en una situació ficticis, però que fàcilment concordaven amb l'Espanya franquista, Eusebio és detingut i sempre va donant raó de les seves accions: ser testimoni de la veritat. El mateix Gonzalo Arias farà realitat aquest personatge de ficció en ell mateix, el 20 d'octubre de 1968 a Madrid. Degut a això se'l detingué i se'l condemnà a set mesos de presó i a una multa de deu mil pessetes. Aquesta va ser la primera acció explícitament no-violenta que es dugué a terme a Espanya.
El 1971 va participar en una marxa de suport als objectors de consciència al servei militar, i el 1976 fent denúncia pública de les tortures policials. Va escriure diversos llibres per bastir d'una base teòrica el moviment no-violent. També realitzà diverses accions i escrits i durant més d'un parell de dècades sobre la problemàtica frontera entre Gibraltar i l'Estat espanyol.

## Obra literària
- Los encartelados. Novela programa. 1968
- La noviolencia ¿tentación o reto? 1973
- El proyecto político de la noviolencia. 1973
- Gibraltareños y gibraltarófagos con el ejército al fondo. 1975
- Operación Antiverja-79. Informe de una acción noviolenta. 1979
- El Antigolpe. 1982
- Gibraltarofagia y otros cuentos noviolentos. 1984
- El ejército incruento de mañana. Materiales para un debate sobre un nuevo modelo de defensa. 1995
- La historia ramificada.